# بولخهيل (بيدفوردشير)
بولخهيل (بالإنجليزية: Pulloxhill)‏ هي قرية و أبرشية مدنية تقع في المملكة المتحدة في إنجلترا. يقدر عدد سكانها بـ 850 نسمة .